# Friedrich Eggers

Friedrich Eggers

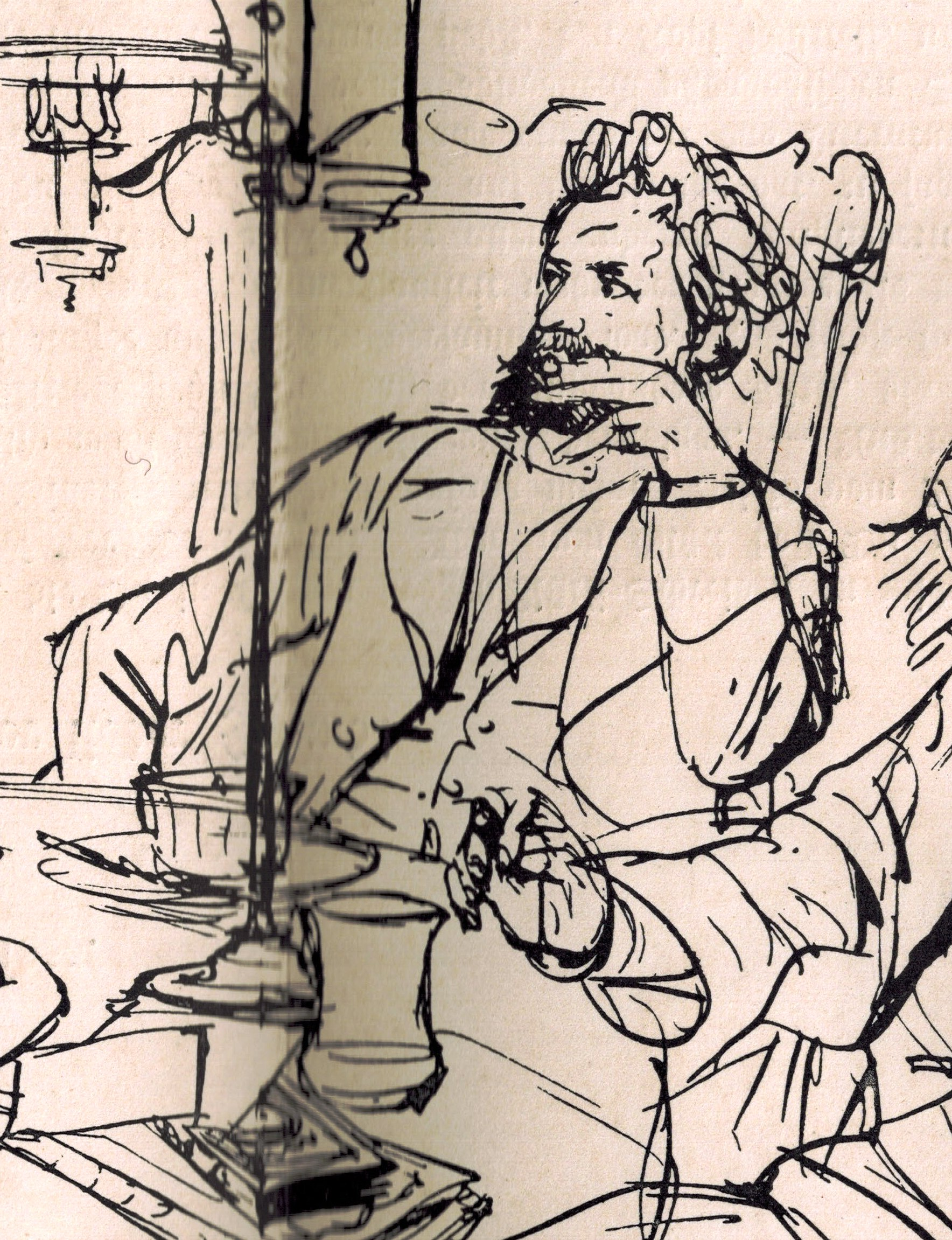
Friedrich Eggers im Tunnel über der Spree, Zeichnung von Adolph von Menzel

Hartwig Karl Friedrich Eggers (* 27. November 1819 in Rostock; † 11. August 1872 in Berlin) war deutscher Kunsthistoriker. Er war auch Mitglied im Tunnel über der Spree und im Rütli.

## Leben
Friedrich Eggers war der dritte Sohn des Rostocker Holz- und Baumaterialienhändlers Christian Friedrich Eggers (1788–1858) und dessen Frau Sophie, geb. Lierow (1793–1850). Nach dem Schulabschluss 1835 erlernte er den Kaufmannsberuf. Aus diesen Jahren stammen erste schriftstellerische Versuche. 1839 bis 1841 holte Eggers in Privatunterricht das Abitur nach, begann schließlich am 14. April 1842 ein Philologie-Studium an der Universität Rostock und wechselte im selben Jahr nach Leipzig, wo er bei Wilhelm Wachsmuth historische Studien betrieb. Ein erneuter Wechsel führte ihn 1843 nach München zum Studium der klassischen Archäologie. Nach weiteren Wechseln zurück nach Rostock 1844 und schließlich nach Berlin promovierte Eggers 1848 in Rostock zum Thema Die Kunst als Erziehungsmittel für die Jugend. In Berlin machte er die Bekanntschaft mit Franz Kugler, der ihn mit der Ausarbeitung einer vielbeachteten Denkschrift über die Reorganisation der Kunstverwaltung in Preußen beauftragte. Später schrieb Eggers eine vortreffliche Biografie Kuglers, der ihn auch in den literarischen Sonntagsverein Tunnel über der Spree eingeführt hatte. Während seines Studiums wurde er 1844 Mitglied der Alten Berliner Burschenschaft Germania.
Zu Ostern 1849 trat Friedrich Eggers unter Leitung des Historikers Karl Hegel in die Redaktion der Mecklenburgischen Zeitung ein, kehrte aber schon im Herbst des gleichen Jahres nach Berlin zurück und gründete dort wenig später das Deutsche Kunstblatt. Er redigierte dieses bis zu dessen Einstellung zusammen mit anderen Mitgliedern der literarischen Gruppe Rütli. Für den Neubau des Schweriner Schlosses verfasste er verschiedene Inschriften; dafür erhielt er bei der Einweihung des Schlosses 1857 von Großherzog Friedrich Franz II. die bronzene Schlossmedaille.
Im Jahre 1853 wurde Eggers bereits – neben z. B. Hugo von Blomberg, George Hesekiel, Karl Ludwig Kannegießer oder Gisbert von Vincke –
zu den „beachtenswerthen“ Dichtern gezählt.
Zu Ostern 1863 wurde Eggers als Lehrer der Kunstgeschichte an die königliche Akademie der Künste in Berlin berufen und bekam am 27. November des Jahres dort eine Professur. Er war Professor an der Gewerbe- und der Bauakademie Berlin. Neben der Lehrtätigkeit verfolgte er schriftstellerische Ambitionen, die jedoch weitgehend unbekannt blieben.
Eine Aufführung am 21. November 1864 im Theater des Neuen Palais in Potsdam war der Beginn einer Freundschaft mit Gustav Gans zu Putlitz, welche dieser als ein „sehr werthvolles Lebensgeschenk“ betrachtete.
Als Hauptwerk von Friedrich Eggers gilt seine Biografie des Bildhauers Christian Daniel Rauch in fünf Bänden, die er allerdings nicht mehr fertigstellen konnte. Sie befand sich in seinem Nachlass als „fast ganz vollendete[s]“ Manuskript und wurde von seinem Bruder Karl Eggers herausgegeben.

„Wenn etwas in der Welt geeignet ist, uns den Verlust, welchen die Kunstwissenschaft durch den allzu frühen Tod des trefflichen Friedrich Eggers erlitten hat, doppelt schmerzlich empfinden zu lassen, so ist es das liebenswürdige Buch […]. Zu den werthvollsten und anziehendsten Leistungen auf diesem Gebiete dürfen wir das neue Buch von Friedrich Eggers zählen, welches der Verfasser, wie uns sein Bruder und zugleich Herausgeber Karl Eggers in der Vorrede mittheilt, kurz vor seinem Tode für ‚im Wesentlichen druckreif‘ erklärte, welche Aeußerung recht zu verstehen man aber wissen muß, daß sich Friedrich Eggers bei seinen schriftstellerischen Arbeiten kaum je genug that und mit Bessern und Feilen kaum endigen konnte. Wir vermissen nichts und wünschen nichts weiter als das uns hier Gebotene. Das Product des gewissenhaftesten Fleißes und der sorgsamsten Studien über den zur Darstellung gewählten Stoff, hat das Buch in der Darstellung selbst ein ausgezeichnetes Kunstverdienst und kann selbst als Kunstwerk gelten.“

Auch im Ausland erkannte man die Qualität der Biografie:

„Eggers hat seine Aufgabe aufs vortrefflichste gelöst. Er hat eine enorme Masse von Briefen, deren Inhalt er in gedrängter und prägnanter Sprache wiedergibt, gründlich bewältigt und verarbeitet. Kann auch Rauch's Leben kaum ereignißreich genannt werden, so ist die Biographie doch niemals langweilig […].“

1871 wurde Eggers in die Abteilung für Kunstangelegenheiten des Ministeriums der geistlichen, Unterrichts- und Medizinalangelegenheiten berufen. Er war u. a. mit Theodor Fontane Begründer der Vereinigung Ellora.
Friedrich Eggers starb am 11. August 1872 um 12.30 Uhr nach „fünftägiger Krankheit“. Die Beisetzung erfolgte wenige Tage später in seiner alten Heimat Rostock.
Sein ebenfalls aus Rostock stammender Freund Adolf von Wilbrandt nahm ihn als Vorlage für die Figur des bisexuellen Fridolin in seinem Roman Fridolins heimliche Ehe, welcher 1875 veröffentlicht wurde, als Wilbrandt in Wien weilte. Der gemeinsame Freund Fontane schreibt in seiner autobiografischen Schrift Von Zwanzig bis Dreißig, dass Fridolin in dieser „reizenden Geschichte“ „frei nach dem Leben gezeichnet“ wurde.
Friedrich Eggers war Ehrenmitglied des Akademischen Vereins Hütte. Eine von Bildhauer Ludwig Brunow modellierte Büste stand als Bronzeguss im Foyer des Berliner Hüttenhauses. Sie gilt als verschollen (Kriegsverlust). Er war Mitglied der Rostocker Freimaurerloge Zu den drei Sternen.
Im Jahr 1874 erschienen postum die Gedichte von Friedrich Eggers in einem Verlag in Breslau. Sein jüngerer Bruder Karl fungierte auch hier als Herausgeber. Erste einzelne Gedichte von Eggers waren bereits 1851 für den Deutschen Musen-Almanach vom Dichter Otto Friedrich Gruppe herausgegeben worden.

## Werke
- (Mithrsg.) Argo. Album für Kunst und Dichtung. Breslau: (Jg. 1857:) Trewendt u. Granier; (Jg. 1858–60:) Trewendt, 1857–1860. Digitalisierte Ausgabe der Universitäts- und Landesbibliothek Düsseldorf
- Friedrich Eggers: Gedichte. Mit dem Bildn. d. Dichters. [Hrsg. von Karl Eggers.] Hoffmann, Breslau 1874.
- Friedrich Eggers (Hrsg.): Deutsches Kunstblatt – digital
- Friedrich Eggers: Christian Daniel Rauch. Berlin: Duncker, 1873–1891. 5 Bd. (Digitalisat in der Digitalen Bibliothek Mecklenburg-Vorpommern)

## Briefe
- Theodor Storms Briefe an Friedrich Eggers. Mit e. Lebensskizze von F. Eggers u. Gedichtproben. Hrsg. von H. Wolfgang Seidel. Curtius, Berlin 1911.
- Theodor Fontane und Friedrich Eggers. Der Briefwechsel. Mit Briefen an Karl Eggers u. der Korrespondenz von Friedrich Eggers mit Emilie Fontane. Hrsg. von Roland Berbig. Walter de Gruyter, Berlin/New York 1997, ISBN 3-11-014987-7 (Schriften der Fontane Gesellschaft, Bd. 2.).